# Insectoide

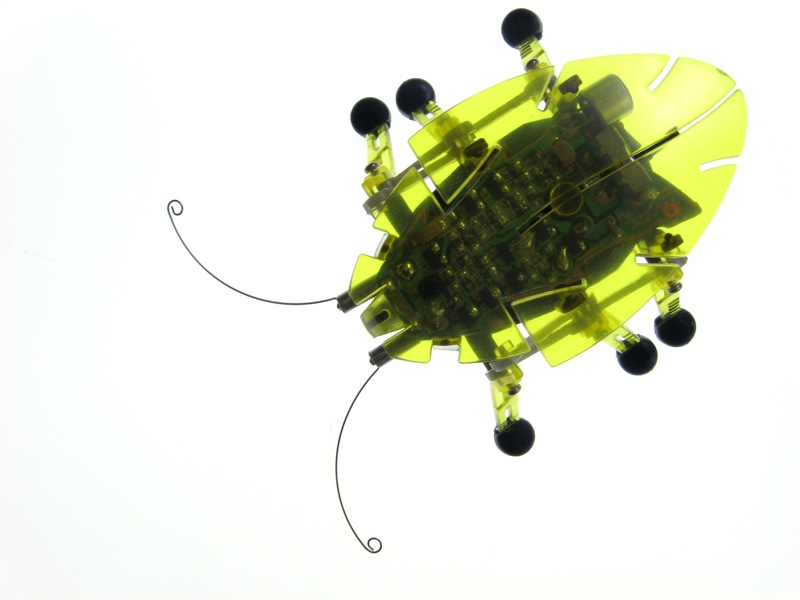
Um pequeno robô que replica a funcionalidade dos insetos.

O termo insectoide denota qualquer criatura ou objeto que compartilhe um corpo ou traços semelhantes com insetos terrestres comuns e aracnídeos. O termo é uma combinação de "insect" e "-oide" (um sufixo que denotou semelhança).
Na tecnologia, robôs insectoides, como hexapods, foram projetados para usos científicos ou militares. A pesquisa continua a miniaturizar esses robôs para serem usados como espiões voadores ou batedores. As características dum insectoide também podem aumentar a eficácia dos robôs ao atravessar vários terrenos.
As criaturas semelhantes a insetos têm sido parte da tradição de ficção científica e fantasia. No filme francês de 1902 Le voyage dans la Lune, Georges Méliès retratou os selenitas da lua como insectoides. 
Na ufologia, o termo é associado também a relatos  de OVNIS, com criaturas semelhantes a insetos.